# Joseph Hermans
Pour les articles homonymes, voir Hermans.
Joseph Hermans est un archer belge.

## Biographie
Joseph Hermans est sacré double champion olympique aux Jeux olympiques d'été de 1920 se déroulant à Anvers, terminant premier aux épreuves par équipes de tir à la perche aux grands et petits oiseaux. Il remporte la médaille de bronze dans l'épreuve individuelle de tir à la perche aux petits oiseaux et se classe cinquième de celle aux grands oiseaux.